# Gino Cortellezzi
Gino Cortellezzi (Saronno, 5 marzo 1926) è un ex calciatore e allenatore di calcio italiano.

## Carriera

### Giocatore
Cresce nel Saronno con cui debutta in Serie C. Passa quindi alla Gallaratese, dove disputa due campionati di Serie B ed altrettanti di C.
Approda poi all'Atalanta in Serie A, dove tuttavia non trova spazio. Passa quindi al Torino, sempre in Serie A, dove resta per tre stagioni, al termine delle quali torna al Saronno (serie D) con cui chiude la carriera da calciatore.

### Allenatore
Nella stagione 1963-1964 ha allenato il Saronno in Serie C; a fine stagione i lombardi sono retrocessi in Serie D.